# Tranvia di Mendoza
La tranvia di Mendoza (in spagnolo metrotranvía de Mendoza) è una linea di trasporto urbano su rotaia che serve la città argentina di Mendoza e i suoi sobborghi.